# لوبنتس
لوبنتس (به چکی: Lubenec) یک منطقهٔ مسکونی در جمهوری چک است که در ناحیه لوونی واقع شده‌است. لوبنتس ۳۶٫۶۸ کیلومتر مربع مساحت و ۱٬۵۳۸ نفر جمعیت دارد و ۳۷۳ متر بالاتر از سطح دریا واقع شده‌است.